# Стройный триболонотус
Стройный триболонотус (лат. Tribolonotus gracilis) — вид ящериц семейства сцинковых.
Вид распространён в Новой Гвинее.
Длина тела с хвостом около 17—20 см, длина тела 9—11 см. От других видов рода отличается четырьмя рядами крупных чешуек на спине, у других видов только один или два таких ряда.
Самцы становятся половозрелыми примерно с трёх лет. У самцов между третьим и четвертым пальцами задних ног почти белые поры. Тёмная окраска хвоста на брюшной стороне плавно переходит в более светлую. Самки становятся половозрелыми примерно через четыре-пять лет. У них наблюдается резкое изменение цвета на брюшной стороне. Половозрелые особи имеют заметное жёлто-оранжевое пятно на подбородке.
Триболонотусы ведут скрытный, сумеречный и ночной образ жизни. Обитают вдоль ручьёв, рек или у водопадов. Отлично плавают, а также лазают по скалам и веткам. Питаются насекомыми. 
Каждые 9—10 недель самка откладывает яйцо, до десяти яиц в год. Откладывание отдельных яиц является особенностью рода Tribolonotus.